# Volejbol'nyj klub Zenit Sankt-Peterburg
Il Volejbol'nyj klub Zenit Sankt-Peterburg (in russo Волейбольный клуб Зенит Санкт-Петербург) è una società pallavolistica maschile russa, con sede a San Pietroburgo: milita nel campionato russo di Superliga.

## Storia
Il Volejbol'nyj klub Zenit Sankt-Peterburg viene fondato nel 2017, dall'iniziativa del club calcistico dello Zenit San Pietroburgo e della multinazionale Gazprom. Il club riesce ad accedere alla Superliga, massima divisione del campionato russo, fin dalla sua formazione, andando a colmare il vuoto lasciato dalla rinunciataria Dinamo Krasnodar. 
Nella sua prima annata raggiunge immediatamente le finali scudetto, dove viene sconfitto dallo Zenit-Kazan. Nella stagione 2018-19, grazie al piazzamento nel campionato precedente, debutta in una competizione europea, disputando la Champions League, dove si spinge fino ai quarti di finale; in ambito nazionale è impegnato in altre due finali, perdendo sia la Supercoppa russa che la coppa nazionale contro i rivali di Kazan', da cui rimedia ancora una sconfitta nella finale della Coppa di Russia 2019. 
Nel campionato 2020-21 raggiunge le finali scudetto, quella di Coppa di Russia e la finale di Coppa CEV, sconfitto in tutti e tre i casi dalla Dinamo Mosca: i due club si sfidano nuovamente nel campionato seguente, in occasione della Supercoppa russa, ma sono ancora una volta i moscoviti ad aggiudicarsi il trofeo.

## Rosa 2021-2022
| N° | Nome              | Ruolo | Data di nascita  | Nazionalità sportiva |
| -- | ----------------- | ----- | ---------------- | -------------------- |
| 1  | Sergej Melkozërov | L     | 25 aprile 1997   | Russia               |
| 2  | Kirill Ionov      | C     | 31 ottobre 2001  | Russia               |
| 4  | Igor' Kobzar'     | P     | 13 aprile 1991   | Russia               |
| 7  | Igor' Kolodinskij | P     | 7 luglio 1983    | Russia               |
| 8  | Jenia Grebennikov | L     | 13 agosto 1990   | Francia              |
| 9  | Ivan Jakovlev     | C     | 17 aprile 1995   | Russia               |
| 10 | Kirill Ursov      | S     | 13 febbraio 1995 | Russia               |
| 11 | Fëdor Voronkov    | S     | 10 dicembre 1995 | Russia               |
| 13 | Maksim Kosmin     | C     | 9 aprile 1998    | Russia               |
| 14 | Ivan Podrebinkin  | O     | 3 luglio 1993    | Russia               |
| 17 | Viktor Poletaev   | O     | 27 luglio 1995   | Russia               |
| 18 | Egor Kljuka       | S     | 15 giugno 1995   | Russia               |
| 19 | Dmytro Pašyc'kyj  | C     | 29 novembre 1987 | Russia               |
| 21 | Tine Urnaut       | S     | 3 settembre 1988 | Slovenia             |